# Trattato di Oliva

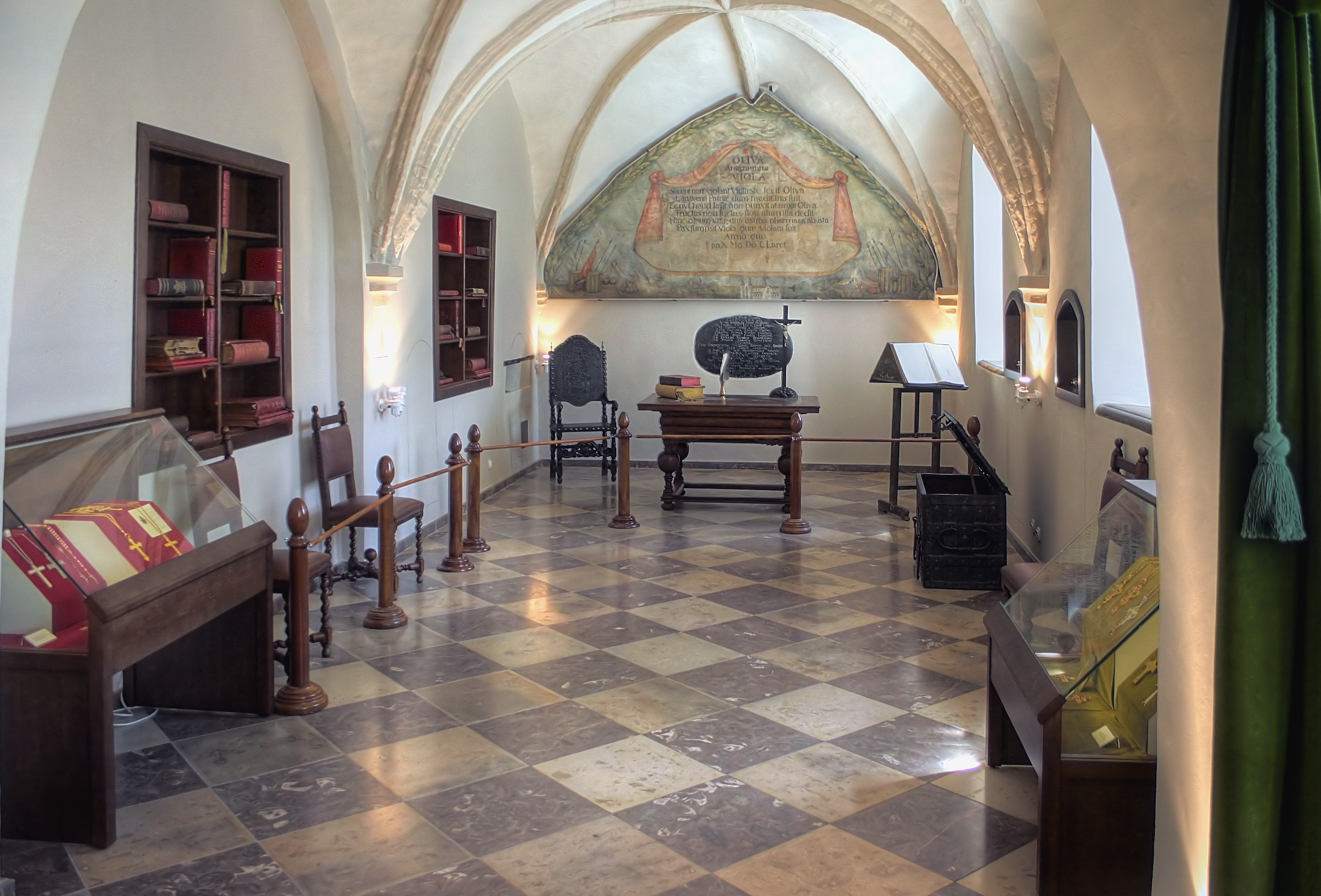
Camera nel monastero di Oliwa dove fu firmato il trattato

Il trattato di Oliva (o pace di Oliva; in tedesco: Vertrag von Oliva, in polacco: Pokój Oliwski, in svedese: Freden i Oliva) fu un trattato firmato ad Oliwa (in latino: Oliva), presso Danzica, nella Prussia Reale il 3 maggio 1660. I firmatari furono l'imperatore Leopoldo I, il principe elettore Federico Guglielmo di Brandeburgo-Prussia, Carlo X, re di Svezia e Giovanni II Casimiro, re di Polonia. La targa commemorativa recava la scritta PACIS OLIVIENSIS AD GEDANUM IN PRVSSIA. 
Con il trattato, Giovanni II Casimiro rinunciò alle sue pretese alla corona svedese, che suo padre Sigismondo II Vasa aveva perso nel 1599. La Polonia cedette anche formalmente alla Svezia la Livonia svedese, e la città di Riga, che era sotto controllo svedese dal 1620. 
La dinastia Hohenzollern del Brandeburgo fu anche confermata come indipendente e sovrana sul Ducato di Prussia; in precedenza, avevano gestito il territorio come vassallo della Polonia. Ebbe così fine la cerimonia dell'omaggio prussiano ai Re di Polonia. Nel caso dell'estinzione della dinastia Hohenzollern in Prussia, il territorio sarebbe dovuto tornare alla Polonia. 
Il Trattato di Oliva e il trattato di Copenaghen dello stesso anno segnarono il punto di maggior splendore dell'Impero svedese.